# Simon Schwendener
Simon Schwendener (* 10. Februar 1829 in Buchs, Kanton St. Gallen/Schweiz; † 27. Mai 1919 in Berlin) war ein Schweizer Botaniker und Universitätsprofessor. Sein offizielles botanisches Autorenkürzel lautet „Schwend.“

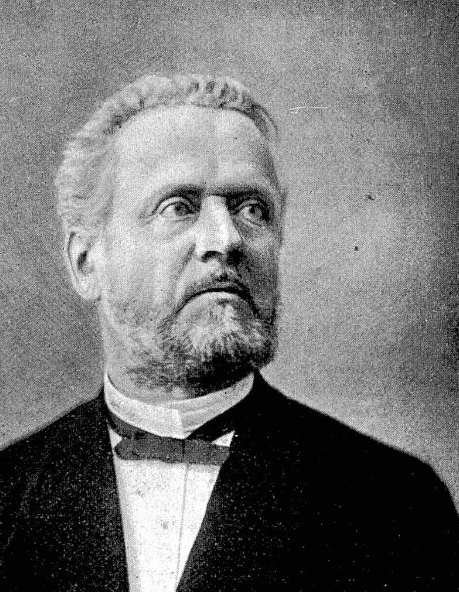
Simon Schwendener

## Leben und Wirken
Schwendener wuchs auf einem Bauernhof auf und sollte diesen übernehmen. Seinen Neigungen entsprechend besuchte er zunächst das Lehrerseminar in St. Gallen, legte dort 1847 sein Examen ab und wurde anschließend Lehrer an der Oberschule in Wädenswil. Danach studierte er von 1849 bis 1850 Naturwissenschaften und Mathematik an der Akademie in Genf.
Eine kleine Erbschaft ermöglichte ihm das Studium an der Universität Zürich, wo er 1856 summa cum laude zum Dr. phil promoviert wurde.
Ab 1857 war er zunächst als Assistent bei Carl Wilhelm von Nägeli, dann ab 1860 als Privatdozent für Botanik an der Universität München tätig. 1867 wurde er Ordinarius für Botanik an der Universität Basel und Direktor des dortigen Botanischen Gartens. Nach einem Jahr als Ordinarius für Botanik und Nachfolger von Wilhelm Hofmeister an der Universität Tübingen wirkte Schwendener von 1878 bis zu seiner Emeritierung 1910 als ordentlicher Professor für Botanik an der Universität Berlin.
1879 wurde er ordentliches Mitglied der Preußischen Akademie der Wissenschaften. 1880 wurde er zum Mitglied der Leopoldina und zum korrespondierenden Mitglied der Bayerischen Akademie der Wissenschaften gewählt. 1892 wurde er als korrespondierendes Mitglied in die Göttinger Akademie der Wissenschaften aufgenommen. 1897 erhielt er den Bayerischen Maximiliansorden für Wissenschaft und Kunst und 1898 den Pour le Mérite. 1900 wurde er korrespondierendes und 1912 auswärtiges Mitglied (associé étranger) der Académie des sciences. Seit 1913 war er auswärtiges Mitglied der Royal Society.

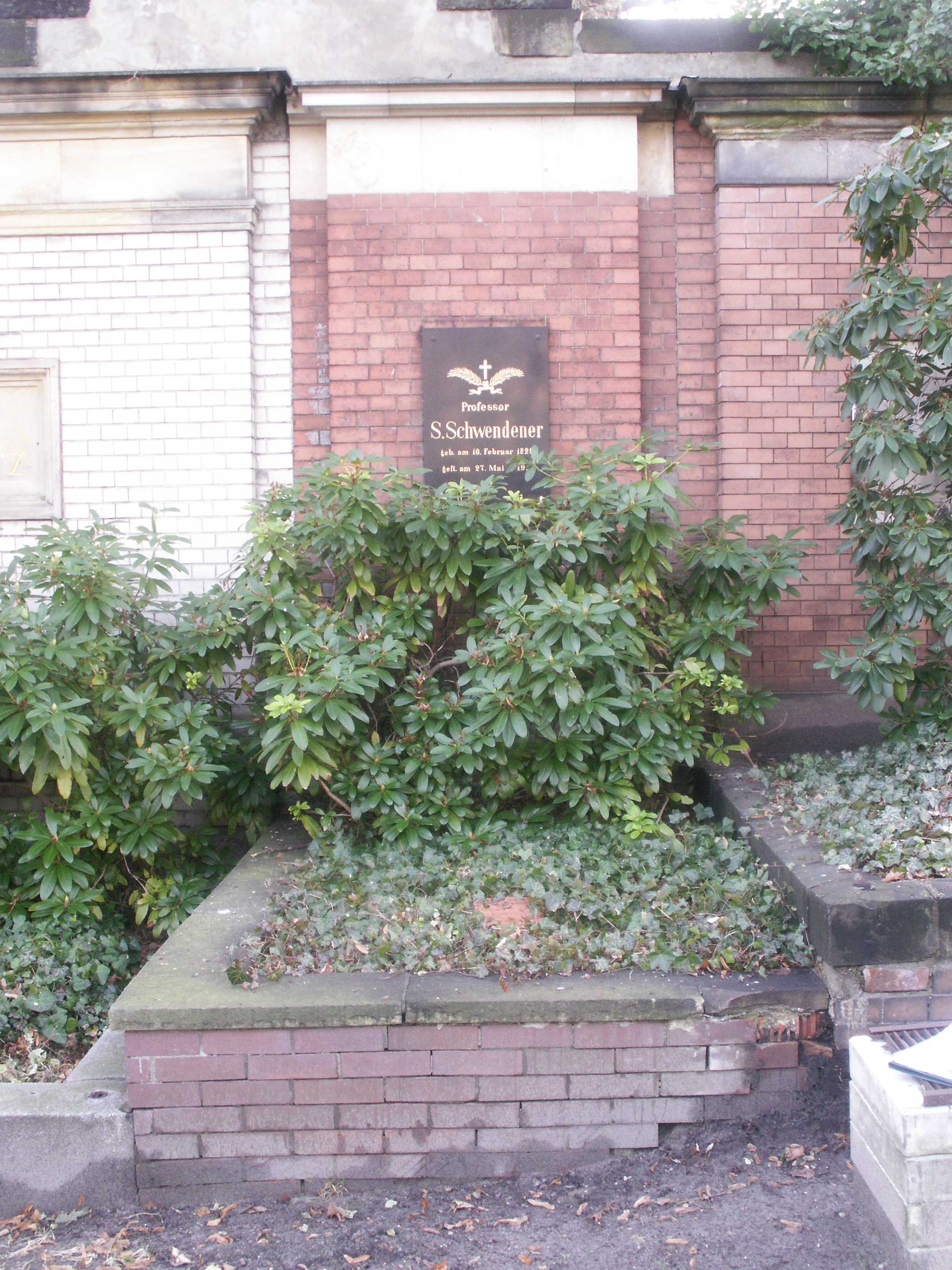
Ehrengrab von Simon Schwendener auf dem Alten St. Matthäus-Kirchhof in Berlin-Schöneberg

Anlässlich eines Austauschjahres als junger Biologiestudent 1890/91 lernte Martin Rikli in Berlin seinen Landsmann Schwendener kennen: Er charakterisierte diesen als wohltätigen Junggesellen, der sich um eine grosse Zahl von Unterstützungsbedürftigen gekümmert habe. „Gegen 13 Uhr, oft auch schon früher, gab es besonders im Winter stets Besuch und nicht gerade selten wurde sogar vor seinem Amtszimmer Schlange gestanden. Schwendener konnte Niemand abweisen.“ Ausserdem sei er ein „eigentlicher Pfaffenfresser“ gewesen, der sich bei Kirchenfragen derart ereifern konnte, wie man dies „von ihm sonst nicht gewohnt war“. Zu seinem 70. Geburtstag 1899 verfasste Hans Conrad Schellenberg eine Geburtstagsschrift für Schwendener.
Simon Schwendener starb im Mai 1919 im Alter von 90 Jahren in Berlin. Die Beisetzung erfolgte auf dem Alten St. Matthäus-Kirchhof in Schöneberg. Schwendeners letzte Ruhestätte ist ein schlichtes, schmales Wandgrab aus rotbraunem Klinker mit schwarzer Inschriftentafel. Auf Beschluss des Berliner Senats ist die Grabstätte (Grablage: Q-ol-Erb 221) seit 1978 als Ehrengrab des Landes Berlin gewidmet. Die Widmung wurde zuletzt im Jahr 2021 um die übliche Frist von zwanzig Jahren verlängert.

## Forschung
Nach der Promotion begann er unter Leitung von Carl Wilhelm von Nägeli mit seinen Untersuchungen zum Bau des Flechtenthallus. Dabei konnte er zeigen, dass Flechten Doppelorganismen sind, die aus Pilz und Alge bestehen. Mit dieser Erkenntnis stieß er auf heftigen Widerstand der damaligen Lichenologen. Der finnische Botaniker William Nylander sprach von einer stultitia Schwendeneriana ‚schwenderianischen Dummheit‘. Weitere Untersuchungen bedeutender Botaniker konnten jedoch Schwendeners Symbiose-Auffassung beweisen.
Schwendener stellte auch Untersuchungen über die mechanischen Gesetze in Bau und Entwicklung der höheren Pflanzen an, insbesondere über die Anordnung der pflanzlichen Festigungsgewebe. Schwendener ging davon aus, dass Bau und Funktion des pflanzlichen Festigungsgewebes zusammenhängen, dass letztlich also die Konstruktion des Gewebes den Prinzipien der Mechanik folgen müsse. Er schreibt hierzu: „[…] was mir vorschwebt, ist eine […] anatomisch-physiologische Betrachtung der sämtlichen Gewebesysteme, […] welche das zwar stattliche, aber an sich doch tote Lehrgebäude der Anatomie durch die Klarlegung der Beziehungen zwischen Bau und Funktion zu ergänzen und neu zu beleben hätte.“ Auch mit dieser Ansicht stieß er auf völliges Unverständnis einiger seiner Zunftkollegen.
Er beschäftigte sich bei seinen Untersuchungen vor allem mit Themen wie dem Bau der Blattgelenke, dem Saftstieg in der Pflanze sowie der Blattstellung.
Weiter konnte er zeigen, wie die charakteristischen Wandverdickungen der Schließzellen in enger Beziehung zur Funktion der Spaltöffnungen stehen. Schwendeners Untersuchungsergebnisse über den Bewegungsmechanismus der Spaltöffnungen (Amaryllideen-, Gramineen-Typ) sind noch heute in Schul- und Lehrbüchern der Botanik zu finden.
Als Universitätslehrer hatte Schwendener zahlreiche Schüler und Assistenten, die später selbst in der wissenschaftlichen Botanik Ruhm erlangten, so unter anderen: Hermann Ambronn, Carl Correns, Gottlieb Haberlandt (sein Nachfolger auf dem Berliner Lehrstuhl), Emil Heinricher, Richard Kolkwitz, Ernst Küster, Kurt Noack, Wilhelm Ruhland, Heinrich Schenck, Alexander Tschirch, Alfred Ursprung, Georg Volkens, Otto Warburg und Max Westermaier (erster Inhaber des Botaniklehrstuhls an der Universität Freiburg, Schweiz).

## Ehrungen
Nach ihm benannt ist die Pflanzengattung Schwendenera K. Schum. aus der Familie der Rötegewächse (Rubiaceae).

## Schriften (Auswahl)
- Ueber die periodischen Erscheinungen der Natur, insbesondere der Pflanzenwelt: nach den von der allgemeinen schweizerischen Gesellschaft für die gesammten  Naturwissenschaften veranlassten Beobachtungen.Kiesling, Zürich 1856. (Digitalisat)
- Ueber den angeblichen Protothallus der Krustenflechten.Sonderdruck. Aus: Flora 1866.
- Das Mikroskop. Theorie und Anwendung desselben. Mit Carl Wilhelm von Nägeli. Engelmann, Leipzig 1867. (Digitalisat)
- Die Algentypen der Flechtengoniden. 1869.
- Aus der Geschichte der Culturpflanzen. Schwabe, Basel 1872. (Digitalisat)
- Das mechanische Princip im anatomischen Bau der Monocotylen. Engelmann, Leipzig 1874. (Digitalisat)
- Mechanische Theorie der Blattstellungen. Engelmann, Leipzig 1878. (Digitalisat)
- Über Spiralstellungen bei Florideen. 1881. (Digitalisat)
- Über die durch Wachsthum bedingte Verschiebung kleinster Theilchen in trajectorischen Curven. 1881. (Digitalisat)
- Über Bau und Mechanik der Spaltöffnungen. (Digitalisat)
- Über das Winden der Pflanzen. (Digitalisat)
- Über das Scheitelwachsthum der Phanerogamen-Wurzeln. (Digitalisat)
- Die Schutzscheiden und ihre Verstärkungen. 1883. (Digitalisat)
- Zur Theorie der Blattstellungen. 1883. (Digitalisat)
- Einige Beobachtungen an Milchsaftgefässen. 1885. (Digitalisat)
- Über Scheitelwachsthum und Blattstellungen. 1885. (Digitalisat)
- Untersuchungen über das Saftsteigen. 1886. (Digitalisat)
- Die Spaltöffnungen der Gramineen und Cyperaceen. 1889. (Digitalisat)
- Untersuchungen über die Orientirungstorsionen der Blätter und Blüthen. 1892. (Digitalisat)
- Kritik der neuesten Untersuchungen über das Saftsteigen. Sitzungsberichte der Königlich-Preußische Akademie der Wissenschaften, 2. Band, S. 911–946. 1892.
- Das Wassergewebe im Gelenkpolster der Marantaceen. 1896. (Digitalisat)
- Über den Öffnungsmechanismus der Antheren.1899. (Digitalisat)